# Бисе, Матиас
Мати́ас Би́се (исп. Matías Bize, 1979, Сантьяго) – чилийский кинорежиссёр и  сценарист.

## Биография
Закончил Чилийскую киношколу. Ещё студентом снял фильм Суббота, получивший несколько премий на МКФ в Маннгейме-Гейдельберге. Последующие ленты режиссёра также были отмечены премиями, получили высокие оценки критики.

## Фильмография
- La gente está esperando (2000, короткометражный)
- Суббота/ Sábado, una película en tiempo real (2002, премия ФИПРЕССИ и специальная премия Фассбиндера на МКФ в Маннгейме-Гейдельберге)
- В постели/ En la cama (2005, номинация на премию Гойя, номинация на Серебряного Ариэля, Мехико, Золотой гвоздь на МКФ в Вальядолиде, две премии на МКФ в Гаване)
- Juego de verano (2005)
- Llamando (2005, короткометражный)
- Lo bueno de llorar (2006, две премии на МКФ в Вальдивии)
- Жизнь рыб / La vida de los peces (2010), Гойя 2011 за Лучший иностранный фильм на испанском языке
- Память воды / La Memoria del Agua (2015)